# Чедомир Симић
Чедомир Симић (Чумић крај Крагујевца, 28. јун 1896. — 5. јануар 1969) био је српски научник, лекар, професор и декан Ветеринарског факултета у Београду, редовни члан Српске академије наука и уметности.
Гимназију је завршио у Крагујевцу и Нишу, матурирао је током Првог светског рата у Солуну. Уписао је 1919. Медицински факултет у Риму, докторирао у Стразбуру 1924. Завршио је специјализацију из тропске медицине у Паризу 1925. године.
Свој стручни и научни рад посвећује паразитологији и социјалној медицини. Постаје редовни професор факултета ветеринарске медицине у Београду 1937, а постаје члан САНУ 1948. године.
Бавио се маларијом, као и многим другим болестима. Посебно су га занимали паразити као преносиоци болести са животиња на људе.

## Награде и признања
- Албанска споменица
- Легија части, 1932.
- Орден Св. Саве 5. Реда
- Орден Светог Саве 4. Реда, 1930.
- Седмојулска награда, 1954.
- Награда АВНОЈ, 1967.
- Орден рада са златним венцем.